# کارت جریمه

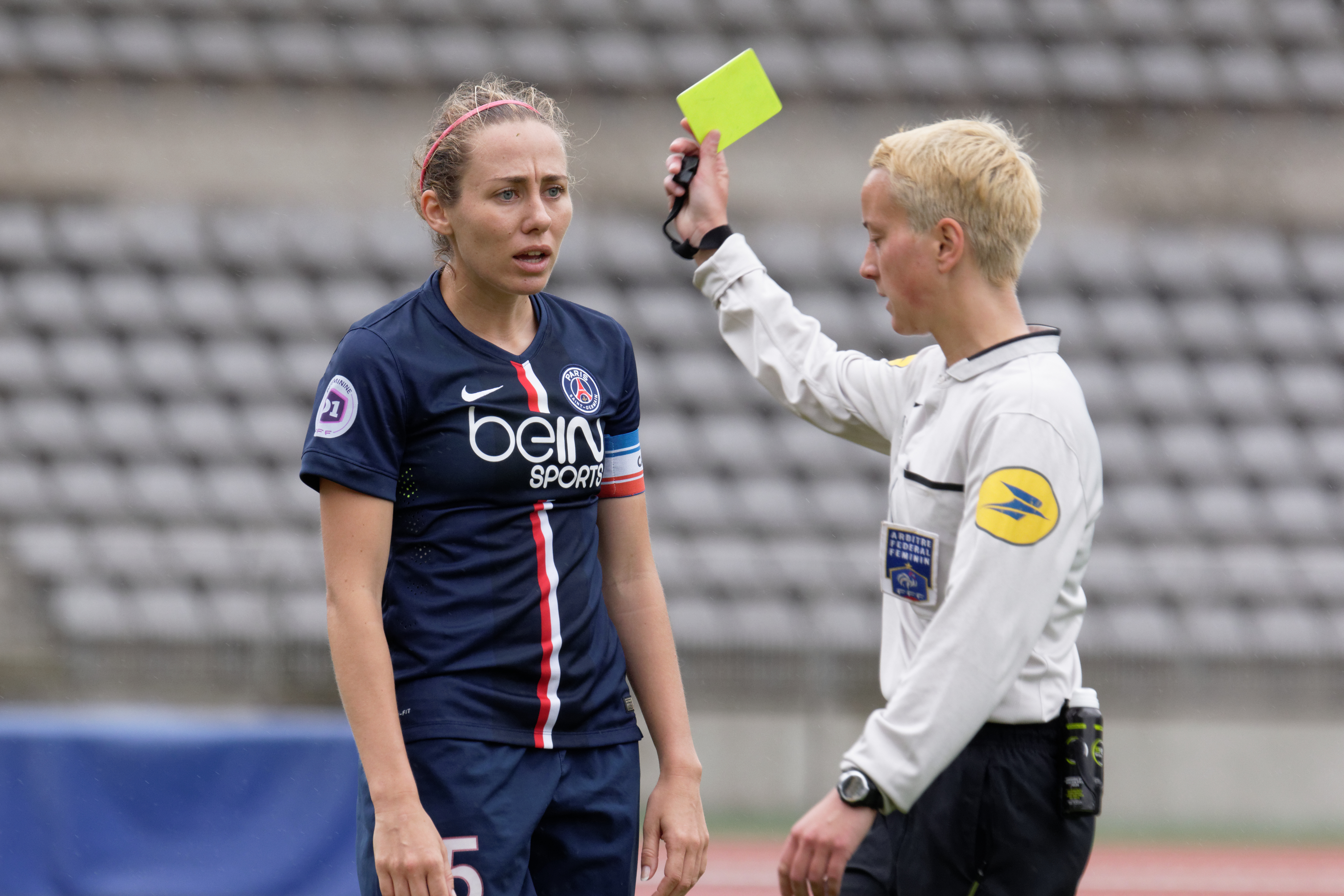
سابرینا دلانووی در حال دریافت کارت زرد

کارت جریمه (انگلیسی: Penalty card) در بسیاری از ورزش‌ها به عنوان وسیله ای برای اخطار، توبیخ یا جریمه بازیکن، مربی یا مسئول تیم استفاده می‌شود. کارت‌های پنالتی معمولاً توسط داوران برای نشان دادن اینکه یک بازیکن مرتکب تخلف شده است استفاده می‌شود. داور کارت را بالای سر خود نگه می‌دارد در حالی که به بازیکنی که مرتکب تخلف شده است نگاه می‌کند یا به او اشاره می‌کند. این اقدام تصمیم را برای همه بازیکنان و همچنین تماشاگران و سایر مقامات به روشی که از نظر زبانی بی‌طرف باشد روشن می‌کند. رنگ یا شکل کارت استفاده شده توسط مقام رسمی نشان دهنده نوع یا جدی بودن جرم و میزان مجازاتی است که قرار است اعمال شود. کارت‌های زرد و قرمز رایج‌ترین کارت‌ها هستند که معمولاً به ترتیب نشان‌دهنده اخطار و اخراج هستند.

## فوتبال
در فوتبال، یک کارت زرد توسط داور نشان داده می‌شود که نشان می‌دهد بازیکن رسماً اخطار گرفته است. سپس اطلاعات بازیکن توسط داور در یک دفترچه کوچک ثبت می‌شود. بازیکنی که اخطار گرفته است ممکن است به بازی خود ادامه دهد. با این حال، بازیکنی که در یک مسابقه اخطار دوم را دریافت می‌کند، اخراج می‌شود (دوباره کارت زرد و سپس کارت قرمز نشان می‌دهد)، به این معنی که باید فوراً زمین را ترک کند و دیگر در بازی شرکت نکند. بازیکن را نمی‌توان با بازیکن اخراجی تعویض کرد.
در اکثر تورنمنت‌ها، جمع شدن تعداد معینی کارت زرد در چندین مسابقه منجر به محرومیت بازیکن خاطی برای تعداد معینی از مسابقات بعدی می‌شود، تعداد دقیق کارت‌ها و مسابقات بر اساس حوزه قضایی متفاوت است.